# Garai
Garai – gmina w Hiszpanii, w prowincji Biskaja, w Kraju Basków, o powierzchni 7,12 km². W 2011 roku gmina liczyła 342 mieszkańców.